# Anomoderus
Anomoderus is een kevergeslacht uit de familie van de boktorren (Cerambycidae). De wetenschappelijke naam van het geslacht werd voor het eerst geldig gepubliceerd in 1871 door Fairmaire.

## Soorten
Anomoderus omvat de volgende soorten:
- Anomoderus coquerelii Fairmaire, 1871
- Anomoderus lebisi Breuning, 1960
- Anomoderus rugosicollis Aurivillius, 1922
- Anomoderus sicardi Villiers, 1940
- Anomoderus strangulatus Villiers, 1940
- Anomoderus tubericollis Fairmaire, 1896